# Vierschanzentournee 1991/92
Die 40. Vierschanzentournee 1991/92 war Teil des Skisprung-Weltcups 1991/1992.
Das Springen in Oberstdorf fand am 29. Dezember 1991 statt, am 1. Januar 1992 das Springen in Garmisch-Partenkirchen und am 4. Januar 1992 das Springen in Innsbruck. Die Abschlussveranstaltung in Bischofshofen wurde am 6. Januar 1992 durchgeführt. Gesamtsieger wurde der erst 16-jährige Finne Toni Nieminen, der als Tourneeneuling im V-Stil drei von vier Springen gewinnen konnte. Er ist damit der bis heute (Stand 2021) jüngste Gesamtsieger einer Vierschanzentournee.

## Weltcup und Favoriten
Nach dem erstmaligen Auftreten des Gesamtdeutschen Teams in der Vorsaison 1990/91 wurde auch die aktuelle Saison von sportpolitischen Entscheidungen berührt. Am 10. November 1991 erkannte die FIS als erster internationaler olympischer Sportverband die Länder Slowenien, Estland, Lettland und Litauen als eigenständige Mitglieder mit ihren Fachverbänden an. Anders als bei den drei baltischen Staaten geschah die Anerkennung Sloweniens damit bereits vor der internationalen Anerkennung der vormals jugoslawischen Teilrepublik als Staat. Damit vertraten die vorher unter jugoslawischer Flagge angetretenen Springer um Primoz Ulaga bereits zum Weltcupauftakt ihr Heimatland in den slowenischen Farben. Bei den vormals sowjetischen Springern war die Lage anders. Hier hatten sich außer den baltischen Staaten und Georgien die Nachfolgestaaten der Sowjetunion zur GUS zusammengeschlossen. Sportlich trat man nun unter dem Namen Vereintes Team mit der Flagge der der GUS an.
Die V-Stil Revolution
Was sich bereits im Vorjahr angedeutet hatte, nahm während der Sommerpause enorm an Fahrt auf. Schon in der Vorsaison hatten vor allem die Schweizer Zünd und Freiholz sowie der deutsche Springer Andre Kiesewetter mit dem V-Stil für Furore gesorgt. Stephan Zünd gewann drei Weltcupspringen und wurde Zweiter im Gesamtweltcup. Allerdings wurden alle wesentlichen Skisprungwettbewerbe wie die Vierschanzentournee und die Sprungwettbewerbe bei den nordischen Skiweltmeisterschaften von Springern im Parallelstil gewonnen. Somit gab es weiterhin Vorbehalte, auf den neuen Sprungstil umzustellen, da die Erfolge weiterhin den Parallelstil rechtfertigten. Große Skepsis war vor allem in den skandinavischen Ländern, aber auch in Deutschland vorhanden. Bundestrainer Rudi Tusch konnte dem V-Stil unter sprungästhetischen Gesichtspunkten nicht viel abgewinnen. Einzig Toni Innauer als österreichischer Auswahltrainer setzte konsequent auf die Umstellung, da er mit Blick auf die Olympischen Spiele in Albertville davon überzeugt war, dass der Gewinn einer olympischen Medaille nur im V-Stil möglich sei. Er ließ aber seinen älteren Aushängeschildern Felder und Vettori Zeit mit der Umstellung, was dazu führte, dass Andreas Felder den Weltcup zunächst im Parallelstil begann. Nach den Erfolgen des erst 16-jährigen Toni Nieminen sprang Felder aber bereits vor Weihnachten auch mit dem neuen Stil. Der junge Finne hatte als einziger in seinem Team im Sommer auf den V-Stil umgestellt und überraschte mit seinen Leistungen die ganze Skisprungszene. Nach den ersten Weltcup-Ergebnissen zeigte sich, wie richtig Innauers weitsichtige Entscheidung war. Die Austria-Adler gewannen drei von vier Wettbewerben und hatten mit dem damals erst 19-jährigen Werner Rathmayr einen neuen Shooting-Star. Dass die Umstellung aber auch älteren Springern gelingen konnte, zeigte Ernst Vettori, der im reifen Skispringeralter von 27 Jahren erneut vorn mitsprang und vor der Tournee Zweiter im Gesamtweltcup hinter Mannschaftskollege Rathmayr war. 
Im deutschen Lager herrschte nach den Erfolgen vom Vorjahr eher Unsicherheit und Verdruss. Die Aushängeschilder Dieter Thoma und Jens Weißflog hatten mit Verletzungen zu kämpfen, ihnen fehlten dadurch eine enorme Zahl an Trainingssprüngen. Da zudem von Bundestrainer Tusch nicht rigoros auf eine Stilumstellung gedrängt wurde, da offensichtlich selbst die Überzeugung fehlte, waren beide Spitzenspringer weiterhin vom Parallelstil überzeugt. Bei Weißflog war letztlich durch eine erneute Knieoperation im Sommer kurz vor Tourneestart noch nicht einmal sicher, dass der Oberwiesenthaler in Oberstdorf springen würde. Zudem es gab noch mehr Hiobsbotschaften: Andre Kiesewetter war am 15. September 1991 bei einem internationalen Mattenspringen in Oberhof schwer gestürzt. Anfangs war seine Verletzung nicht richtig erkannt worden, bis er schließlich Tage später nach Freiburg geflogen wurde, um dort operiert zu werden. Kiesewetter hatte sich einen Trümmerbruch im linken Fußwurzelknochen zugezogen, zwischenzeitlich stand sogar eine Amputation im Raum. Darüber hinaus hatte sich Heiko Hunger Anfang August 1991 einen Bänderriss zugezogen. Damit war das komplette Team, welches bei der WM 91 Bronze in der Mannschaftswertung gewonnen hatte, vor dem Saisonstart entweder verletzt oder erst im Aufbautraining. Als einziger V-Springer, der schon einige gute Ergebnisse aufweisen konnte, stand Christof Duffner im Aufgebot für die Tournee, dieser war jedoch von einer leichten Grippe geplagt. Ralph Gebstedt kränkelte zu allem Überfluss mit einer Angina, so dass Tusch schon vor Tourneebeginn die Erwartungen stark dämpfte.
| 01. | Werner Rathmayr | Österreich | 50 Punkte |
| 02. | Ernst Vettori   | Österreich | 46 Punkte |
| 03. | František Jež   | Tschechien | 39 Punkte |
| 04. | Toni Nieminen   | Finnland   | 35 Punkte |
| 04. | Stephan Zünd    | Schweiz    | 35 Punkte |

| 05. | Staffan Tällberg  | Schweden           | 31 Punkte |
| 07. | Ari-Pekka Nikkola | Finnland           | 28 Punkte |
| 08. | Jim Holland       | Vereinigte Staaten | 27 Punkte |
| 09. | Sylvain Freiholz  | Schweiz            | 26 Punkte |
| 10. | Stefan Horngacher | Österreich         | 24 Punkte |

## Regeländerungen

### Änderung der Haltungsnoten
Nachdem die Zahl der Springer mit V-Stil zugenommen hatte und es schon länger Diskussionen um deren Benachteiligung bei den Haltungsnoten gab, entschloss sich die FIS, diese Ungleichheit weitestgehend zu beenden. Waren bis zur Saison 90/91 noch bis zu drei Haltungspunkte Abzug pro Wertungsrichter möglich, wurde diese „Bestrafung“ nun auf einen halben Punkt minimiert. Damit konnte auch ein Springer mit V-Stil Haltungsnoten von bis zu 19,5 Punkten erreichen. Hinzu kam nunmehr die obligatorische Weitenmessung per Video, so dass auch da Ungenauigkeiten verringert wurden.

## Athleten 91/92
| Nation             | Athleten |
| ------------------ | --- |
| Deutschland        | Andreas Bauer, Jürgen Winterhalder, Josef Heumann, Andreas Scherer, Dieter Thoma, Christof Duffner, Jens Weißflog, Heiko Hunger, Ingo Lesser, Ralph Gebstedt, Marc Nölke, Steffen Siebert, Remo Lederer, Timo Wangler, Alexander Briest, Gerd Siegmund                                                    |
| Österreich         | Andreas Felder, Ernst Vettori, Werner Haim, Stefan Horngacher, Werner Rathmayr, Martin Höllwarth, Heinz Kuttin, Andreas Goldberger, Franz Neuländtner, Andi Rauschmeier, Alexander Pointner, Werner Schuster, Alexander Diess, Franz Wiegele, Klaus Huber, Christian Moser, Andreas Beck, Harald Rodlauer |
| Bulgarien          | Wladimir Brejtschew, Sachari Sotirow, Emil Zografski |
| Finnland           | Anssi Nieminen, Risto Laakkonen, Ari-Pekka Nikkola, Vesa Hakala, Raimo Ylipulli, Toni Nieminen |
| Frankreich         | Steve Delaup, Nicolas Jean-Prost, Didier Mollard |
| Italien            | Roberto Cecon, Ivo Pertile, Ivan Lunardi |
| Kanada             | Horst Bulau, John Lockyer, Kirk Allen, Ron Richards |
| Norwegen           | Rune Olijnyk, Kent Johanssen, Øyvind Berg, Espen Bredesen, Magne Johansen |
| Polen              | Alojzy Moskal, Zbigniew Klimowski, Jan Kowal |
| Schweden           | Staffan Tällberg, Mikael Martinsson, Per-Inge Tällberg, Magnus Westman, Jan Boklöv |
| Schweiz            | Sylvain Freiholz, Yvan Vouillamoz, Stephan Zünd, Martin Trunz, Markus Gähler |
| Slowenien          | Samo Gostiša, Primož Ulaga, Franci Petek, Matjaž Zupan, Damjan Fras, Primož Kopač |
| CSFR               | František Jež, Jaroslav Sakala, Tomáš Raszka, Jiri Raska, Tomáš Goder, Lubomir Sidlo |
| Vereinigte Staaten | Jim Holland, Mark Konopacke, Kris Severson, Bryan Sanders |
| Vereintes Team     | Andrei Werweikin, Michail Jessin, Dionis Vodnev |

## Oberstdorf
- Datum: 29. Dezember 1991
- Land:  Deutschland
- Schanze: Schattenbergschanze

Nachdem das Training am 28. Dezember im zweiten Durchgang wegen starken Schneetreibens abgebrochen werden musste, präsentierte sich die Schattenbergschanze am Sprungtag vor 30.000 Zuschauern von ihrer besten Seite. Im Qualifikationsdurchgang hatte Toni Nieminen nur einen Sicherheitssprung gemacht, nun schockte der Finne mit 117,5 m die Konkurrenz. Nur Vettori (116 m) und Rathmayr (115 m) konnten dem Shootingstar zunächst annähernd folgen. Auf Platz vier flog aber zur Überraschung vor allem der Fachwelt Altmeister Jens Weißflog, der als bester Springer im Parallelstil bei 112 m aufsetzte. Vorjahresweltcupsieger Andreas Felder, nunmehr auch mit dem V unterwegs, konnte sich mit 103,5 m gerade so für den Finaldurchgang qualifizieren. Nach einer Anlaufverkürzung sahen die Zuschauer nicht mehr die ganz großen Weiten, dafür aber Favoritenabstürze. Wieder einmal traf es Ernst Vettori, dem in Durchgang zwei nur 93,5 m gelangen. Damit rutschte er noch auf den 13. Rang ab. Auch Jens Weißflog musste Federn lassen, rutschte nach seinem 100-m-Sprung noch auf den sechsten Rang ab. Verbessern konnten sich hingegen Rathmayr, Zünd und Höllwarth, die in der Reihenfolge die nächsten Plätze nach Nieminen belegten. Der Finne war an diesem Tag das maß der Dinge und gewann das Springen mit 11 Punkten Vorsprung. Aus deutscher Sicht war der 6. Platz von Jens Weißflog nach seiner Vorgeschichte schon fast sensationell, der 11. Platz von Andreas Scherer und der 12. Rang von Dieter Thoma waren nach der schwierigen Saisonvorbereitung auch nicht zwingend erwartet worden.
| Pos. | Springer          | Land        | Stil | Punkte |
| ---- | ----------------- | ----------- | ---- | ------ |
| 1    | Toni Nieminen     | Finnland    | V    | 229,9  |
| 2    | Werner Rathmayr   | Österreich  | V    | 218,0  |
| 3    | Stephan Zünd      | Schweiz     | V    | 209,6  |
| 4    | Martin Höllwarth  | Österreich  | V    | 209,4  |
| 5    | František Jež     | CSFR        | P    | 205,6  |
| 6    | Jens Weißflog     | Deutschland | P    | 204,3  |
| 7    | Jaroslav Sakala   | CSFR        | P    | 199,1  |
| 8    | Risto Laakkonen   | Finnland    | P    | 197,8  |
| 9    | Ari-Pekka Nikkola | Finnland    | P    | 197,7  |
| 10   | Franci Petek      | Slowenien   | P    | 196,9  |

## Garmisch-Partenkirchen
- Datum: 1. Januar 1992
- Land:  Deutschland
- Schanze: Große Olympiaschanze

20.000 Zuschauer erlebten erneut eine Demonstration des V-Stils. Und diesmal gewann ein Springer, dem das die Wenigsten noch zugetraut hätten. Andreas Felder, Anfang des Winters noch mit paralleler Skiführung unterwegs, überraschte die Konkurrenz bereits im ersten Durchgang mit einem Satz über 103 m. Da aber sein Stil noch nicht so ausgereift war, lag er zur Halbzeit wegen schlechterer Haltungsnoten nur auf dem dritten Rang. Vor dem Finaldurchgang hatte es mit Stefan Horngacher und Josef Heumann schon prominente Springer gegeben, die mit der Schanze nicht zurechtkamen und ausschieden. Auf eher unglückliche Art und Weise schied dann Ernst Vettori aus. Er schnappte sich vor Beginn des zweiten Durchgangs fälschlicherweise einen Ski seines Kollegen Werner Haim und bemerkte das Malheur erst kurz vor seinem Sprung auf dem Sprungturm. Da er nun nicht startbereit war, wurde Vettori disqualifiziert. Im zweiten Durchgang stand Felder mit 108,5 m erneut die höchste Weite. Dennoch kam Auftaktsieger Toni Nieminen noch bis auf einen halben Punkte an den Österreicher heran, da der Finne wesentlich bessere Haltungsnoten bekam. Am Ende musste er sich mit dem zweiten Platz vor dem erneut starken Schweizer Zünd begnügen. Vierter wurde als bester Parallelspringer der 91er Weltmeister von der Großschanze Franci Petek. Jens Weißflog war mit Rang zehn erneut bester Deutscher, dicht dahinter kam Dieter Thoma als 11. ein. Dennoch brach Jens Weißflog in Absprache mit Bundestrainer Rudi Tusch die Tournee ab, um im heimatlichen Oberwiesenthal mit Heimtrainer Joachim Winterlich eventuell noch die Umstellung auf den V-Stil zu schaffen. Olympiamedaillen rechnete sich der Bundestrainer angesichts der Dominanz der V-Stil-Springer zu diesem Zeitpunkt schon nicht mehr aus. In der Gesamtwertung baute Nieminen seine Führung aus. Da Tusch sein Aufgebot nach Garmisch reduzieren musste, wurden auch die vormaligen Leistungsträger Josef Heumann und Andreas Bauer nach Hause geschickt. Für beide sollte es am Saisonende den Abschied vom Leistungssport bedeuten.
| Zwischenstand nach 2 Springen | Zwischenstand nach 2 Springen | Zwischenstand nach 2 Springen |
| Pos.                          | Springer                      | Punkte                        |
| ----------------------------- | ----------------------------- | ----------------------------- |
| 01.                           | Nieminen                      | 447,9                         |
| 02.                           | Rathmayr                      | 422,0                         |
| 03.                           | Zünd                          | 419,8                         |
| 04.                           | Jez                           | 413,5                         |
| 05.                           | Weißflog                      | 407,2                         |
| 06.                           | Petek                         | 406,6                         |

| Pos. | Springer          | Land               | Stil | Punkte |
| ---- | ----------------- | ------------------ | ---- | ------ |
| 1    | Andreas Felder    | Österreich         | V    | 218,5  |
| 2    | Toni Nieminen     | Finnland           | V    | 218,0  |
| 3    | Stephan Zünd      | Schweiz            | V    | 210,2  |
| 4    | Franci Petek      | Slowenien          | P    | 209,7  |
| 5    | Jim Holland       | Vereinigte Staaten | V    | 208,5  |
| 6    | Ari-Pekka Nikkola | Finnland           | P    | 208,3  |
| 7    | František Jež     | CSFR               | P    | 207,9  |
| 8    | Werner Haim       | Österreich         | P    | 205,0  |
| 9    | Werner Rathmayr   | Österreich         | V    | 204,0  |
| 10   | Jens Weißflog     | Deutschland        | P    | 202,9  |

## Innsbruck
- Datum: 4. Januar 1992
- Land:  Österreich
- Schanze: Bergiselschanze

Auf der Olympiaschanze von Innsbruck fieberten die 25.000 Zuschauer dem ersten österreichischen Sieg seit Hubert Neuper 1980 entgegen. Und die Qualifikation und auch der 1. Durchgang liefen ganz nach dem Geschmack des Publikums. Eine rot-weiße Armada von V-Springern segelte ins Tal, belegte die vordersten Plätze und ließ für Toni Nieminen auf Rang drei zur Halbzeit Platz. Dieter Thoma sprang zwar 104 m weit, konnte den Sprung aber nicht stehen und rutschte nur dank seiner Weite noch ins Finale. Auch im zweiten Durchgang waren die österreichischen Springer in bestechender Form, es war an sich nur die Frage, wer von ihnen den Wettbewerb gewinnen würde. Doch Nieminen als drittletzter Springer erzielte mit 111,5 m die höchste Tagesweite und setzte sich mit großen Punkteabstand auf den ersten Platz. Da Rathmayr und Höllwarth nicht entscheidend kontern konnten, gewann der Finne sein zweites Springen bei der Tournee. Erstmals machte Andreas Goldberger mit seinem zweiten Platz bei der Tournee von sich reden. In der Gesamtwertung konnte Nieminen seien Vorsprung vor Rathmayr auf über 40 Punkte ausbauen, Andreas Felder rückte auf den dritten Rang vor. Alles sprach nun für einen Gesamtsieger aus Finnland. Die deutschen Springer schnitten in Innsbruck am schlechtesten von allen vier Wettbewerben ab, der 19. Rang von Andreas Scherer war die beste Platzierung.
| Zwischenstand nach 3 Springen | Zwischenstand nach 3 Springen | Zwischenstand nach 3 Springen |
| Pos.                          | Springer                      | Punkte                        |
| ----------------------------- | ----------------------------- | ----------------------------- |
| 01.                           | Nieminen                      | 676,9                         |
| 02.                           | Rathmayr                      | 633,3                         |
| 03.                           | Felder                        | 616,0                         |
| 04.                           | Jez                           | 612,4                         |
| 05.                           | Höllwarth                     | 611,4                         |
| 06.                           | Zünd                          | 607,5                         |

| Pos. | Springer           | Land       | Stil | Punkte |
| ---- | ------------------ | ---------- | ---- | ------ |
| 1    | Toni Nieminen      | Finnland   | V    | 229,0  |
| 2    | Andreas Goldberger | Österreich | V    | 215,6  |
| 3    | Andreas Felder     | Österreich | V    | 213,9  |
| 4    | Werner Rathmayr    | Österreich | V    | 211,3  |
| 5    | Martin Höllwarth   | Österreich | V    | 211,1  |
| 6    | Ernst Vettori      | Österreich | V    | 201,2  |
| 7    | František Jež      | CSFR       | P    | 198,9  |
| 8    | Franci Petek       | Slowenien  | P    | 197,5  |
| 9    | Alexander Pointner | Österreich | V    | 197,3  |
| 10   | Jaroslav Sakala    | CSFR       | P    | 195,8  |

## Bischofshofen
- Datum: 6. Januar 1992
- Land:  Österreich
- Schanze: Paul-Außerleitner-Schanze

Das Springen am Dreikönigstag hatte speziell für die Gesamtwertung oft schon das Zünglein an der Waage gespielt. Jens Weißflog hatte bei mehreren Tourneen leidvolle Erfahrungen am Laideregg machen müssen. Doch der 16-jährige Toni Nieminen ließ mit seiner jugendlichen Unbekümmertheit nichts anbrennen und zeigte bereits im ersten Durchgang mit 118 m, dass er nicht auf Sicherheit springen würde. Im selben Durchgang zeigte auch erstmals Christof Duffner sein Leistungsvermögen, mit 116,5 m belegte er den dritten Rang. Marc Nölke mit Platz neun rundete das gute deutsche Zwischenergebnis ab. Im zweiten Durchgang konnten beide Springer diese Platzierungen nicht halten, Christof Duffner belegte aber einen achtbaren siebenten Rang. Dies lag auch daran, dass einige Springer sich im zweiten Durchgang enorm steigerten. So rutschten die Parallelstil-Springer Nikkola (113 m) und Petek (114 m) noch einige Plätze nach vorn, Martin Höllwarth segelte gar auf 118 m. Übertroffen wurde dies alles aber vom nervenstarken Nieminen, der mit 122 m einen neuen Schanzenrekord aufstellte und sich somit seinen dritten Tagessieg sicherte.
| Pos. | Springer           | Land        | Stil | Punkte |
| ---- | ------------------ | ----------- | ---- | ------ |
| 1    | Toni Nieminen      | Finnland    | V    | 225,5  |
| 2    | Martin Höllwarth   | Österreich  | V    | 221,9  |
| 3    | Franci Petek       | Slowenien   | P    | 213,6  |
| 4    | Ari-Pekka Nikkola  | Finnland    | P    | 205,3  |
| 5    | František Jež      | CSFR        | P    | 205,2  |
| 6    | Andreas Goldberger | Österreich  | V    | 201,4  |
| 7    | Christof Duffner   | Deutschland | V    | 201,3  |
| 8    | Mikael Martinsson  | Schweden    | P    | 200,0  |
| 9    | Werner Rathmayr    | Österreich  | V    | 199,6  |
| 10   | Stephan Zünd       | Schweiz     | V    | 199,4  |

## Gesamtwertung
Die Tournee 1991/92 stellte ein Zäsur dar. Der V-Stil hatte sich in überzeugender Manier durchgesetzt und bewies, das ihm die Zukunft gehören würde. Der beste Parallelspringer Franci Petek aus Slowenien lag über 80 Punkte hinter Gesamtsieger Toni Nieminen. Der Finne, immerhin Tourneeneuling (!!), gewann drei von vier Springen und kürte sich zum bisher jüngsten Gesamtsieger aller Zeiten (Stand 2021). Vor allem die Presse rief schon einen neuen Matti Nykänen aus. Allerdings zehrte Nieminen nur einen Winter von seiner Form. Nach 3 olympischen Medaillen, darunter zwei Goldenen, wurde es ruhig um den Shootingstar. Der Finne blieb letztlich nur ein kurzweiliges, wenn auch markantes Schlaglicht bei der Tournee.
 Gemessen an der Erwartungshaltung und der akribischen Vorbereitung mit zeitiger Umstellung auf den V-Stil gehörten die Österreicher letztlich zu den Enttäuschten. Trotz teilweise erdrückender Dominanz wie in Innsbruck mussten sie sich Nieminen geschlagen geben und verloren durch eigene Unzulänglichkeiten wie Vettori in Garmisch bessere Platzierungen in der Tourneegesamtwertung. Am wertvollsten war noch der 6. Platz von Altmeister Felder einzuschätzen, dem binnen weniger Wochen die Umstellung gelungen und somit der Anschluss an die Weltspitze gelungen war. Große Verlierer waren die deutsche und die norwegische Mannschaft. Die Truppe um Rudi Tusch war mehr mit ihrer Außendarstellung beschäftigt, zudem hagelte es auch Kritik vonseiten des DSV in Bezug auf die verschlafene Umstellung auf den V-stil. Auch Jens Weißflog hielt mit Kritik nicht hinterm Berg, er bemängelte die zum Teil schlechte Trainingsbeteiligung in einer Olympiasaison. Daher stand zeitweise sogar der Rücktritt des Bundestrainers im Raum.
| Rang | Name              | Nation             | Stil | Gesamt- wertung | Oberst- dorf | Garmisch- Partenk. | Inns- bruck | Bischofs- hofen |
| ---- | ----------------- | ------------------ | ---- | --------------- | ------------ | ------------------ | ----------- | --------------- |
| 1    | Toni Nieminen     | Finnland           | V    | 902,4           | 229,9 / 01.  | 218,0 / 02.        | 229,0 / 01. | 225,5 / 01.     |
| 2    | Martin Höllwarth  | Österreich         | V    | 833,2           | 209,4 / 04.  | 190,9 / 19.        | 211,1 / 05. | 221,9 / 02.     |
| 3    | Werner Rathmayr   | Österreich         | V    | 832,9           | 218,0 / 02.  | 204,0 / 09.        | 211,3 / 04. | 199,6 / 09.     |
| 4    | Franci Petek      | Slowenien          | P    | 817,7           | 196,9 / 10.  | 209,7 / 04.        | 197,5 / 08. | 213,6 / 03.     |
| 5    | František Jež     | CSFR               | P    | 817,1           | 205,6 / 05.  | 207,9 / 07.        | 194,0 / 06. | 205,2 / 05.     |
| 6    | Andreas Felder    | Österreich         | V    | 814,1           | 183,6 / 18.  | 218,5 / 01.        | 198,9 / 07. | 198,1 / 11.     |
| 7    | Stephan Zünd      | Schweiz            | V    | 806,9           | 209,6 / 03.  | 210,2 / 03.        | 187,7 / 18. | 199,4 / 10.     |
| 8    | Ari-Pekka Nikkola | Finnland           | P    | 788,9           | 197,7 / 09.  | 208,3 / 06.        | 177,6 / 26. | 205,3 / 04.     |
| 9    | Jaroslav Sakala   | CSFR               | P    | 787,9           | 199,1 / 07.  | 198,9 / 12.        | 195,8 / 10. | 194,1 / 14.     |
| 10   | Jim Holland       | Vereinigte Staaten | V    | 780,5           | 193,1 / 16.  | 208,5 / 05.        | 195,5 / 11. | 183,4 / 20.     |